# Johannes Brahms
Johannes Brahms (wym. [joˈhanəs ˈbʁaːms]; ur. 7 maja 1833 w Hamburgu, zm. 3 kwietnia 1897 w Wiedniu) – niemiecki kompozytor, pianista i dyrygent okresu romantyzmu.

## Życiorys
Był synem Johanny Henrike Christiane Nissen i Johanna Jakoba Brahmsa. Dwa lata po narodzinach Johannesa, urodził się jego młodszy brat – Friedrich. Najstarszą z rodzeństwa była zaś Elisabeth Wilhelmine Luise, urodzona w 1831 roku.
Pierwszym nauczycielem muzyki był dla Johannesa jego ojciec – miejski muzykant, później kontrabasista orkiestry miejskiej w Hamburgu. Następnie kontynuował naukę u Friedricha Willibalda Cossela, który nauczył go podstaw gry na fortepianie. Potem jednak nauczyciel zaczął zdawać sobie sprawę, że chłopiec zyska lepsze perspektywy ucząc się u Eduarda Marxsena, pianisty i kompozytora.
Robert Schumann, kompozytor, a zarazem krytyk muzyczny, po wizycie Brahmsa w 1853 roku i zaznajomieniu się z jego próbami kompozytorskimi, zamieścił w swoim „Neue Zeitschrift für Musik” artykuł obwieszczający pojawienie się geniusza muzyki niemieckiej. Przyjaźń obu kompozytorów trwała również w czasie choroby Schumanna (Schumann cierpiał na chorobę psychiczną), aż do jego śmierci w 1856 roku. Później Brahms stał się opiekunem i najbliższym przyjacielem Clary Schumann aż do jej śmierci 20 maja 1896 roku.
Brahms uważał, iż jako kompozytor urodził się za późno. Tym sformułowaniem dawał wyraz swemu przywiązaniu do tradycji, które wyrażało się w kontynuowaniu barokowych i klasycznych form oraz wzorców, uznawanych w romantyzmie powszechnie za przebrzmiałe. Tym samym przeciwstawił się programowości w muzyce, pisząc muzykę absolutną. Ideologia taka znalazła swoje sformułowanie teoretyczne tuż po roku 1850 w dziele znanego krytyka wiedeńskiego Eduarda Hanslicka, który był zwolennikiem muzyki Brahmsa, a przeciwnikiem Wagnera. Hanslick twierdził, iż wyrażanie uczuć nie jest zadaniem muzyki, a piękno utworu polega na pięknie jego formy, melodii i innych elementów muzyki. Sam Brahms nie lubił Wagnera, ale go doceniał. Wagner zaś Brahmsa nie poważał, nazywając go drewnianym Johannesem.
Brahms nie angażował się w konflikty dzielące niemieckie środowisko muzyczne. Mimo to był celem nieustannych ataków ze strony wyznawców Wagnera, Liszta i Brucknera, którzy upatrywali w nim głównego przeciwnika ideologicznego.
Przez wiele lat przyjaźnił się z Theodorem Billrothem, chirurgiem i krytykiem muzycznym.
Pod koniec życia chorował; niedługo przed śmiercią stwierdzono u niego raka wątroby. Zmarł nad ranem 3 kwietnia 1897 roku. Pochowany na Cmentarzu Centralnym w Wiedniu.

## Twórczość
Muzyka Brahmsa bardzo wyraźnie zakorzeniona jest w niemieckiej tradycji. Jej główne źródła to:
- Beethoven – jego wpływ widać w sposobie kształtowania formy, w symfoniach, uwerturach, sonatach i wariacjach;
- Bach – w nawiązaniu do polifonii, np.: passacaglia, fuga;
- niemiecka pieśń ludowa, także twórczość pieśniarska wczesnego romantyzmu; wyraźne jest pokrewieństwo jego pieśni do Schuberta (dominacja pieśni zwrotkowych, nawiązywanie do prostoty muzyki ludowej).

Brahms był kompozytorem, który nie miał ambicji rewolucjonizowania muzyki (jak Ferenc Liszt i Richard Wagner w owym czasie). Z założenia był tradycjonalistą. Tymczasem w następnym pokoleniu uznany został za „prekursora nowoczesności”, jak to deklarował Arnold Schönberg.

### Twórczość symfoniczna
Jest to kontynuacja nurtu beethovenowskiego poprzez stosowanie formy cyklu sonatowego i formy sonatowej. Brahms stworzył indywidualny, niezwykle nasycony typ brzmienia:
- stosuje zdwojenia tercjowe i sekstowe (uważane w harmonii klasycznej za niedopuszczalne, jako źle brzmiące) oraz pełne akordy
- eksponuje ciemne barwy altówek i wiolonczel oraz instrumentów dętych drewnianych

Utwory orkiestrowe:
- 4 symfonie:
  - I Symfonia: c-moll op. 68 1876
  - II Symfonia: D-dur op. 73 1877 (IV części: Allegro non troppo, Adagio non troppo; L’istesso tempo, ma grazioso; Allegretto granzioso (Quasi Andantino) – Presto, ma non assai; Allegro con spirito)
  - III Symfonia: F-dur op. 90 1883
  - IV Symfonia: e-moll op.98 1885

Ze względu na podobieństwo stylu i pewnego rodzaju kontynuacje myśli I Symfonia c-moll jest czasem określana jako „X symfonia Beethovena”, takie sformułowanie jednak stanowi uproszczenie i budzi kontrowersje.
Charakterystyczna IV Symfonia e-moll zbudowana jest z czterech części, ale nie jest to typowy schemat cyklu sonatowego: cz. I to allegro sonatowe, ale II to również allegro sonatowe, z tym, że bez części środkowej, czyli przetworzenia; pojawiają się tu elementy archaizujące; oscylowanie pomiędzy skalą frygijską a E-dur, III część to scherzo, w której kompozytor wprowadza flet piccolo, jaskrawe klarnety w stroju C, kontrafagot, 3 kotły oraz triangiel (trójkąt), IV część to passacaglia – po temacie pojawiają się 32 wariacje.
- 2 serenady:
  - D-dur op.11;
  - A-dur op.16;
- 2 uwertury:
  - Uwertura akademicka e-moll op. 80 1879; napisana dla Uniwersytetu Wrocławskiego w podzięce za przyznanie mu w 1879 roku doktoratu honoris causa.
  - Tragiczna d-moll op. 81 1880;
- Wariacje B-dur na temat Haydna op. 56a;
- Kantata Rinaldo na tenor, chór męski i orkiestrę do słów Goethego;
- Niemieckie requiem (Ein Deutsches Requiem) op. 45 do tekstów biblijnych na sopran, baryton, chór i orkiestrę.

Widoczny jest tu luźny związek z liturgią (np. poprzez wybór języka niemieckiego oraz użycie tekstu innego niż tradycyjny łaciński należący do gatunku missa pro defunctis). Brahms przedstawia w utworze osobisty stosunek do problemów śmierci – są to rozmyślania nad kruchością życia ludzkiego, tęsknota za wiecznym spokojem, a także wspomnienie o zmarłych i współczucie dla tych, co pozostali w osamotnieniu.
- Tańce węgierskie – 21 utworów opartych na węgierskich motywach ludowych. Tańce nr 1, 3 i 10 zostały przez Brahmsa pierwotnie napisane na fortepian, lecz potem w latach 1874–1876 przearanżowane na orkiestrę.

### Koncerty instrumentalne
Koncerty instrumentalne Brahmsa mają charakter symfoniczny, gdyż następuje w nich rozbudowa partii orkiestrowej, która zyskuje niemal przewagę nad instrumentem solowym.
Najważniejsze dzieła:
- Koncerty fortepianowe: d-moll op. 15, B-dur op. 83 – oba koncerty należą do arcydzieł muzyki XIX wieku ze względu na swój symfoniczny charakter i ekspresyjną wirtuozerię. Koncert d-moll, napisany w 1857 roku (po śmierci Schumanna), całkowicie zerwał z dotychczasowym stylem koncertowym – instrument solowy jest podporządkowany symfonicznej całości. Brahms wyeliminował także elementy typowe dla stylu koncertowego – efekty wirtuozowskie i błyskotliwe partie brawurowe. Koncert B-dur, który powstał 24 lata później (1881), oprócz symfonicznego charakteru jest także rozbudowany do 4 części. Utwór ten wymaga od pianisty nie tylko mistrzowskiej ręki, lecz także subtelnej muzykalności i troski przede wszystkim o dzieło, a nie o błyskotliwy popis[potrzebny przypis].
- Koncert skrzypcowy D-dur op. 77 – uznany został za jedno z największych arcydzieł literatury skrzypcowej; dzieło to zostało zadedykowane Josephowi Joachimowi, słynnemu skrzypkowi, serdecznemu przyjacielowi Brahmsa, u którego nie grający sam na skrzypcach kompozytor zasięgał często rady przy opracowywaniu partii solowej. Koncert skrzypcowy, podobnie jak oba koncerty fortepianowe, jest właściwie symfonią ze współudziałem instrumentu solowego – partia skrzypiec jest jakby podporządkowana koncepcji całości. Stanowi to kontynuację wskazanej przez Beethovena drogi w jego trzech ostatnich koncertach fortepianowych i Koncercie skrzypcowym D-dur.
- Koncert podwójny na skrzypce i wiolonczelę a-moll op. 102

### Muzyka kameralna
Podobnie jak muzyka symfoniczna, muzyka kameralna jest kontynuacją nurtu Beethovena. Dorobek kameralny Brahmsa obejmuje:
- 3 sonaty na skrzypce i fortepian: G-dur op. 78, A-dur op. 100, d-moll op. 108,
- Scherzo c-moll na skrzypce i fortepian[a],
- 2 sonaty na wiolonczelę i fortepian: e-moll op. 38, F-dur op. 99,
- 2 sonaty na klarnet i fortepian (istniejące także w autorskiej transkrypcji na altówkę i fortepian): f-moll op. 120 nr 1, Es-dur op. 120 nr 2,
- 3 tria na skrzypce, wiolonczelę i fortepian: H-dur op. 8, C-dur op. 87, c-moll op. 101,
- Trio na róg, skrzypce i fortepian Es-dur op. 40,
- Trio na klarnet, wiolonczelę i fortepian a-moll op. 114,
- 3 kwartety smyczkowe: c-moll op. 51 nr 1, a-moll op. 51 nr 2, B-dur op. 67,
- 3 kwartety fortepianowe: g-moll op. 25, A-dur op. 26, c-moll op. 60,
- 2 kwintety smyczkowe: F-dur op. 88, G-dur op. 111,
- Kwintet fortepianowy f-moll op. 34[b],
- Kwintet na klarnet, 2 skrzypiec, altówkę i wiolonczelę h-moll op. 115,
- 2 sekstety smyczkowe: B-dur op. 18 (na 2 skrzypiec, 2 altówki i 2 wiolonczele), G-dur op. 36.

### Muzyka fortepianowa
Do muzyki fortepianowej Brahms przeniósł zdobycze faktury symfonicznej, takie jak zdwojenia interwałów, kontrasty rejestrów. Łączył także romantyczny wyraz z klasyczną symetrią i typową dla swojej twórczości melancholią. Najważniejsze dzieła to: Wariacje na temat Haendla op. 24, Wariacje na temat Paganiniego op. 35, Wariacje na temat Haydna op. 56b na dwa fortepiany, 4 Ballady op. 10, 2 Rapsodie op. 79, Intermezza op. 117, Klavierstücke op. 118, 119.

### Pieśni
Pieśni Brahmsa (200) są bliskie muzyce Schuberta i stanowią najbardziej osobistą formę wypowiedzi twórcy. Kompozytor wybierał teksty o ciemnym, melancholijnym nastroju, wykorzystywał formę zwrotkową oraz nawiązywał do muzyki ludowej. W pieśniach zdecydowanie dominuje czynnik melodyczny, a tekst jest drugoplanowy. Brahms był reprezentantem nurtu konserwatywnego w rozwoju pieśni w II połowie XIX w.
Orkiestrowe opracowania pieśni Schuberta:
- An Schwager Kronos
- Gruppe aus dem Tartarus op. 24 nr 1
- Memnon op. 6
- Geheimes op. 14 nr 2
- Ellens zweiter Gesang op. 52 nr 2

Pieśni na głos przy fortepianie (1858–1868):
- Botschaft – Georg Friedrich Daumer
- Liebesglut – Georg Friedrich Daumer
- Sonntag – tekst ludowy
- O liebliche Wangen – Paul Flemming
- Die Liebende schreibt – Johann Wolfgang von Goethe

Pieśni na głos przy fortepianie (1873):
- Dämmerung senkte sich von oben –– Johann Wolfgang von Goethe
- Auf dem See – Karl Simrock
- Regenlied – Klaus Grott
- Nachklang – Klaus Groth
- Agnes – Eduard Mörike
- Eine gute, gute Nacht – Georg Friedrich Daumer
- Mein wundes Herz – Klaus Groth
- Dein blaues Auge – Klaus Groth

### Utwory organowe
Wydanie dzieł wszystkich Johannesa Brahmsa na organy obejmuje 15 pozycji. Pierwsze to: Preludium i Fuga a-moll, Preludium i Fuga g-moll, Fuga as-moll, Przygrywka chorałowa i fuga „O Traurigkeit, o Herzeleid”. Dzieła te są nieopusowane i pochodzą z wczesnego okresu twórczości kompozytora. Kolejnych jedenaście pochodzi z ostatniego okresu twórczości: op. 122 (no. 1 do 11) i są to przygrywki chorałowe. Reprezentują one dojrzały styl wykazując wiele cech charakterystycznych dla jego późnych kompozycji.

## Instrumenty
Johann Brahms używał głównie fortepianów niemieckich i wiedeńskich. We wczesnych latach grywał na fortepianie wyprodukowanym przez hamburską firmę Baumgarten & Heins. W 1856 roku Clara Schumann dała mu w prezencie fortepian Graf. Brahms używał go do swojej pracy do 1873 roku. Następnie oddał go Gesellschaft der Musikfreunde; dziś jest eksponowany w Kunsthistorisches Museum w Wiedniu. Później, w 1864 roku, napisał do Clary Schumann o swoim pociągu do instrumentu Streichera. W 1873 roku otrzymał fortepian Streicher op.6713 i trzymał go w swoim domu aż do śmierci. Jak napisał do Clary: „Tam [na moim Streicherze] zawsze wiem dokładnie, co piszę i dlaczego piszę w taki czy inny sposób”.
W latach osiemdziesiątych XIX wieku podczas publicznych występów Brahms grał głównie na Bösendorferze. Na swoich koncertach w Bonn grał na Steinweg Nachfolgern w 1880 i na Blüthnerze w 1883. Brahms używał również Bechsteina podczas swoich koncertów: 1872 w Würzburgu, 1872 w Kolonii i 1881 w Amsterdamie.

## Odznaczenia
- Order Pour le Mérite za Naukę i Sztukę (1887, Prusy)[9]
- Order Maksymiliana za Naukę i Sztukę (Bawaria)[10]
- Krzyż Kawalerski Orderu Leopolda (Austria)[10]
- Odznaka Honorowa za Dzieła Sztuki i Umiejętności (Austria)[10]
- Krzyż Komandorski Orderu Ernestyńskiego (Saksonia-Koburg-Gotha)[10]
- Krzyż Komandorski Orderu Gryfa (Meklemburgia-Schwerin)[10]